# François-Antoine Quétant
François-Antoine Quétant (Paris, 6 octobre 1733 - Paris, 19 août 1823) est un dramaturge et librettiste français d'opéras-comiques.

## Biographie
Il est le fils de François Quétant, caissier de Pâris de Montmartel, garde du Trésor Royal, et d ‘Hélène Frayon. Il épouse en 1780 Anne Madeleine de Sailly, veuve Alexandre Godefroy Caperon papetier à Paris, fille mineure de Jean François de Sailly, écrivain à Paris et Marie Michelle Mutel.

## Œuvres principales
- Les Amours grenadiers ou la Gageure anglaise, Paris, 1756 (lire en ligne sur Gallica).
- Le Quartier général, Paris, 1757 (lire en ligne sur Gallica).
- La Foire de Bezons, Paris, 1758.
- Le Maître en droit, Amsterdam, Paris, 1759.
- La Femme orgueilleuse, Paris, 1759.
- Les Deux Citoyens, Paris, 1761.
- Le Dépit généreux (avec Louis Anseaume), Paris, 1761.
- Le Maréchal ferrant (avec Louis Anseaume), Paris, 1761.
- Le Tonnelier (avec Nicolas-Médard Audinot), Paris, 1761 (édition de 1765 lire en ligne sur Gallica).
- Le Voleur amoureux, Paris, 1763.
- Le Serrurier, Paris, 1764.
- Les Femmes et le Secret, Paris, 1767.
- L'Écolier devenu maître ou le Pédant joué, Paris, 1768.
- Les Amants réservés, Paris, 1778 (lire en ligne sur Gallica).
- Le Quiproquo de l'hôtellerie, Paris, 1779.